# Adolphe Weisz
Pour les articles homonymes, voir Weisz.
Adolphe Weisz, né le 27 juin 1838 à Buda et mort le 25 décembre 1916 à Paris 9e, est un peintre de genre et de portraits. Actif en France, il est naturalisé français.

## Biographie
Adolphe Weisz est né le 11 mai,, ou le 17 juillet 1838 à Buda. Son père est acteur de théâtre à Vienne.
Il suit les cours de l'Académie des beaux-arts de Vienne,. Il s'installe en France à partir de 1865, obtenant la nationalité française. Il est élève de Charles François Jalabert. Adolphe Weisz est un peintre de genre et de portraits. Ses débuts au Salon datent de 1864, où il expose le Portrait de Marmontel, professeur au conservatoire de musique. Pendant dix ans il produit des œuvres, mais en expose aucune.
Sociétaire des artistes français à partir de 1884, il obtient une médaille de troisième classe en 1875 et une de deuxième classe en 1885. Il obtient une médaille de bronze à l'Exposition universelle de 1900 à Paris.
Adolphe Weisz meurt en 1916, à son domicile parisien de l'avenue Frochot.

## Œuvres
- Portrait de Marmontel[8]

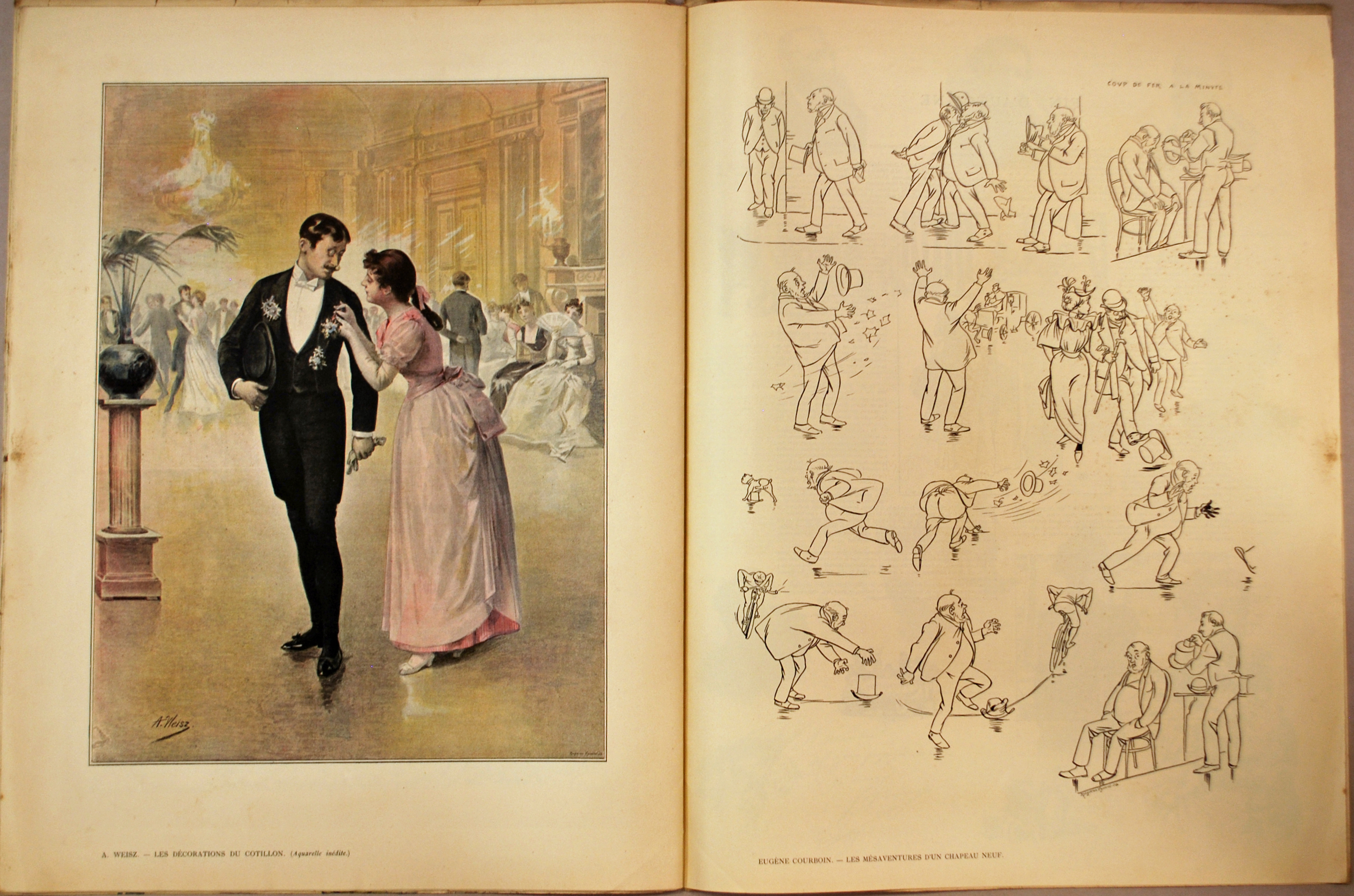
A. Weisz, Les décorations du cotillon (à gauche) et Eugène Courboin, Les mésaventures d'un chapeau neuf, publiées dans Paris-Noël (1894).

- La petite baratteuse, 1869[10].
- Fiancée alsacienne (1875), médaille de troisième classe[8],[11].
- Le Lion amoureux (1885), médaille de deuxième classe, Saint-Pétersbourg[11].
- Jeune Fille dans les roseaux (Salon de 1898), musée de Draguignan[6].
- Alsacienne le fusil à la main, musée de Pontoise[6].
- Jules Prevost offre à l'État, la peinture la Femme au masque[12], musée du Luxembourg[11].
- Portrait de Ludmilla Metzl (inv. R. F. 1977-401), musée d'Orsay[13].
- Fiancée, costume slave, musée de Lisieux[11], toile H 2,10 m x L 1,17 m[14].

## Ouvrages cités
- Eugène Montrosier, Les Artistes modernes, t. 1, Paris, H. Launette, 1881, 164 p. (lire en ligne), p. 45-47.
- Tableaux modernes, 1889, 56 p. (lire en ligne), p. 55
- A. Morel, L'Art pour tous : encyclopédie de l'art industriel et décoratif, vol. 31, 1892
- Jules Martin, Nos peintres et sculpteurs, graveurs, dessinateurs, Paris, Ernest Flammarion, 1897 (lire en ligne), p. 370
- Étienne Deville, Catalogue des œuvres de peinture, aquarelles, dessins et sculpture exposés dans le Musée de Lisieux, 1920, 39 p. (lire en ligne), p. 26
- Emmanuel Bénézit, Dictionnaire critique et documentaire des peintres, sculpteurs, dessinateurs et graveurs de tous les temps et de tous les pays, t. 3, Paris, Gründ, 1924, 1160 p. (lire en ligne), p. 1050
- (en) John Denison Champlin et Charles Callahan Perkins, Cyclopedia of painters and paintings, vol. 3, Kennikat Press, 1969 (lire en ligne), p. 420
- Tatiana Mojenok, Les peintres réalistes russes en France: 1860-1900, Publications de la Sorbonne, 1er mars 2003, 246 p. (lire en ligne), p. 196.
- F. Ribemont, Femme, femme, femme : les femmes dans la société française de Daumier à Picasso, peintures des musées de France, Réunion des musées nationaux, 2007, 216 p. (ISBN 978-2-71185-283-3, lire en ligne), p. 172